# 斯珀坑

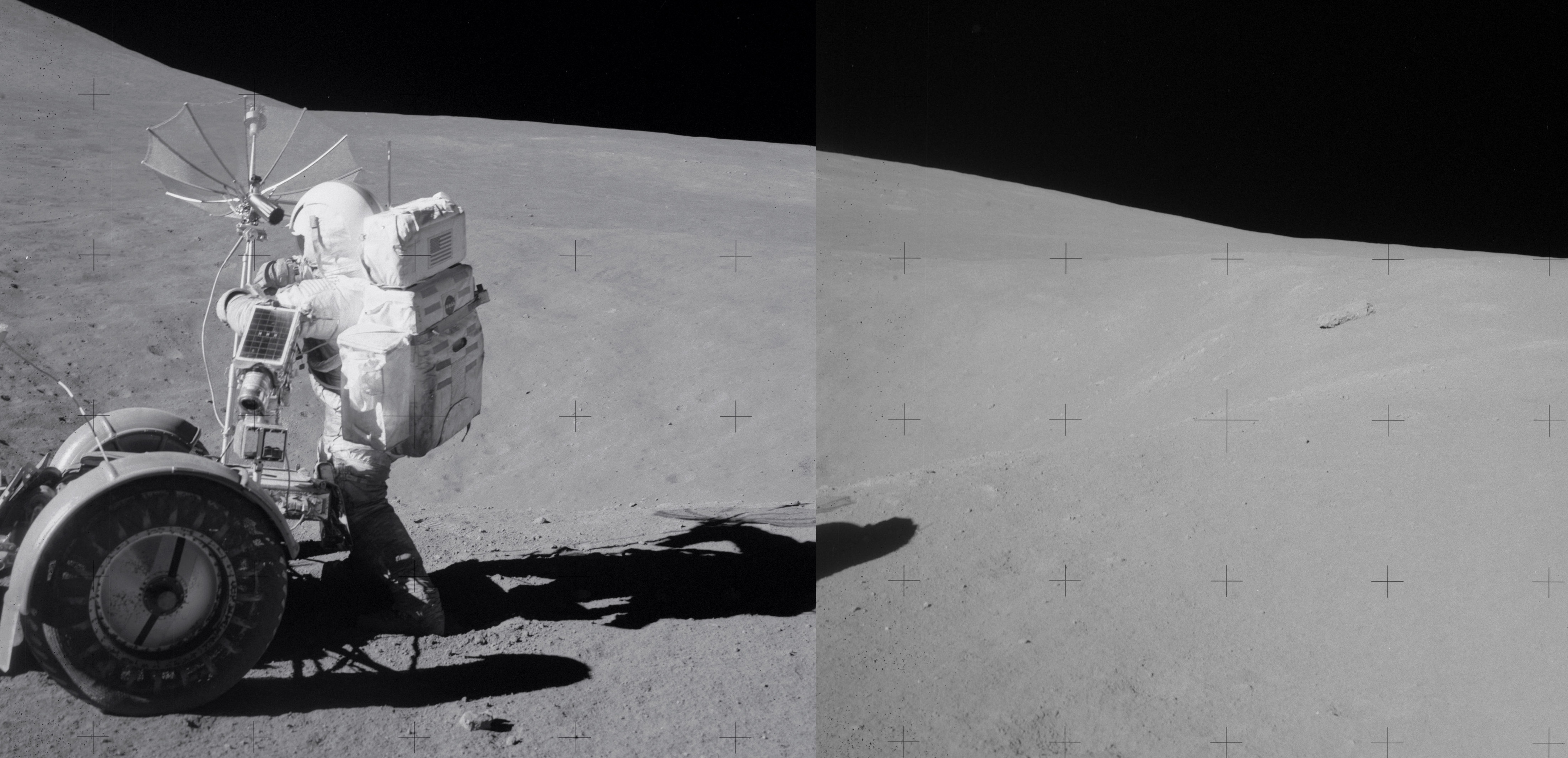
背景为斯珀坑，左边是站在月球车旁的大卫·斯科特。

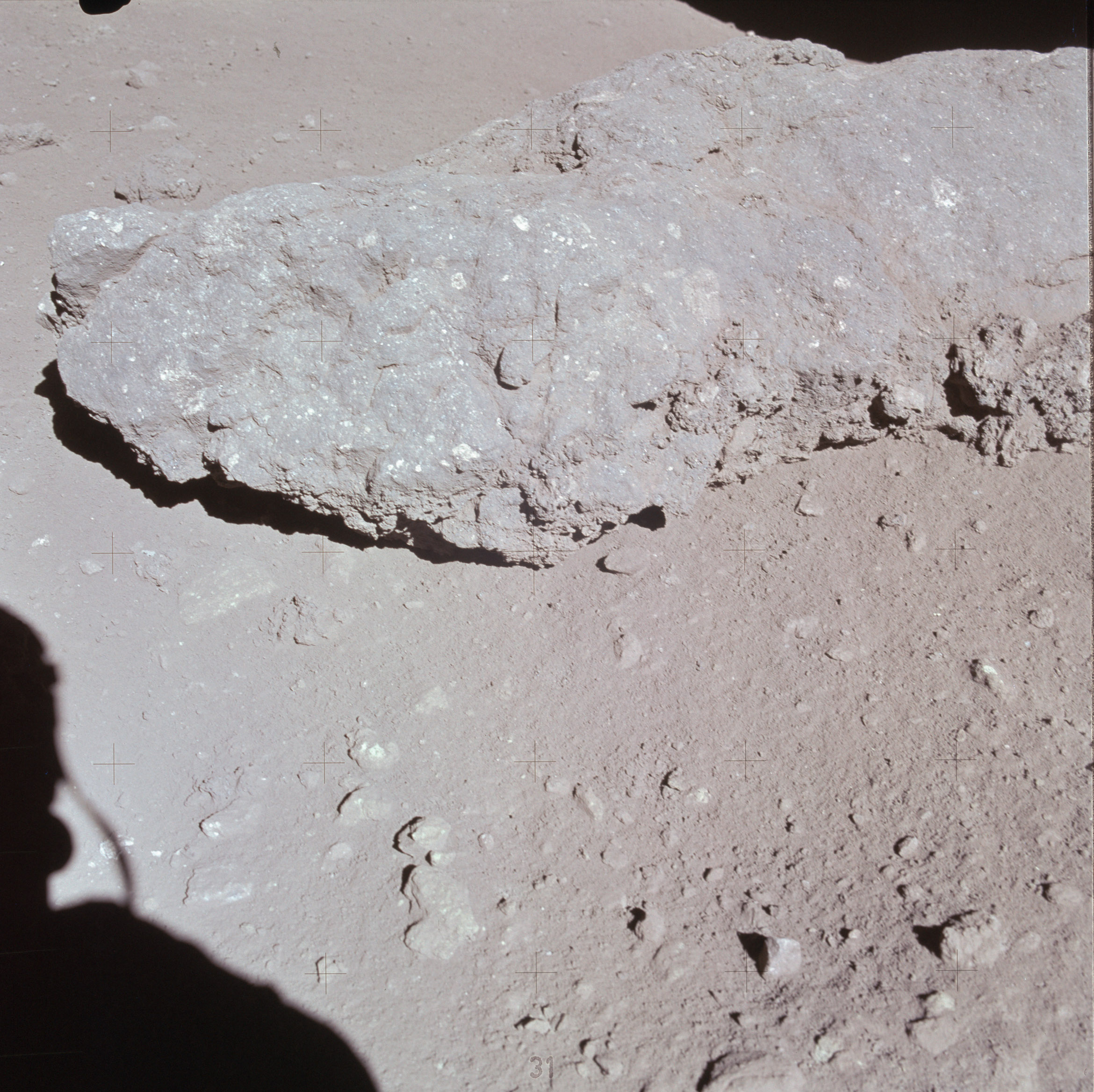
在斯珀坑拍摄和采集到的冲击熔融角砾岩，据信15445号样本是一块巨岩的碎块。

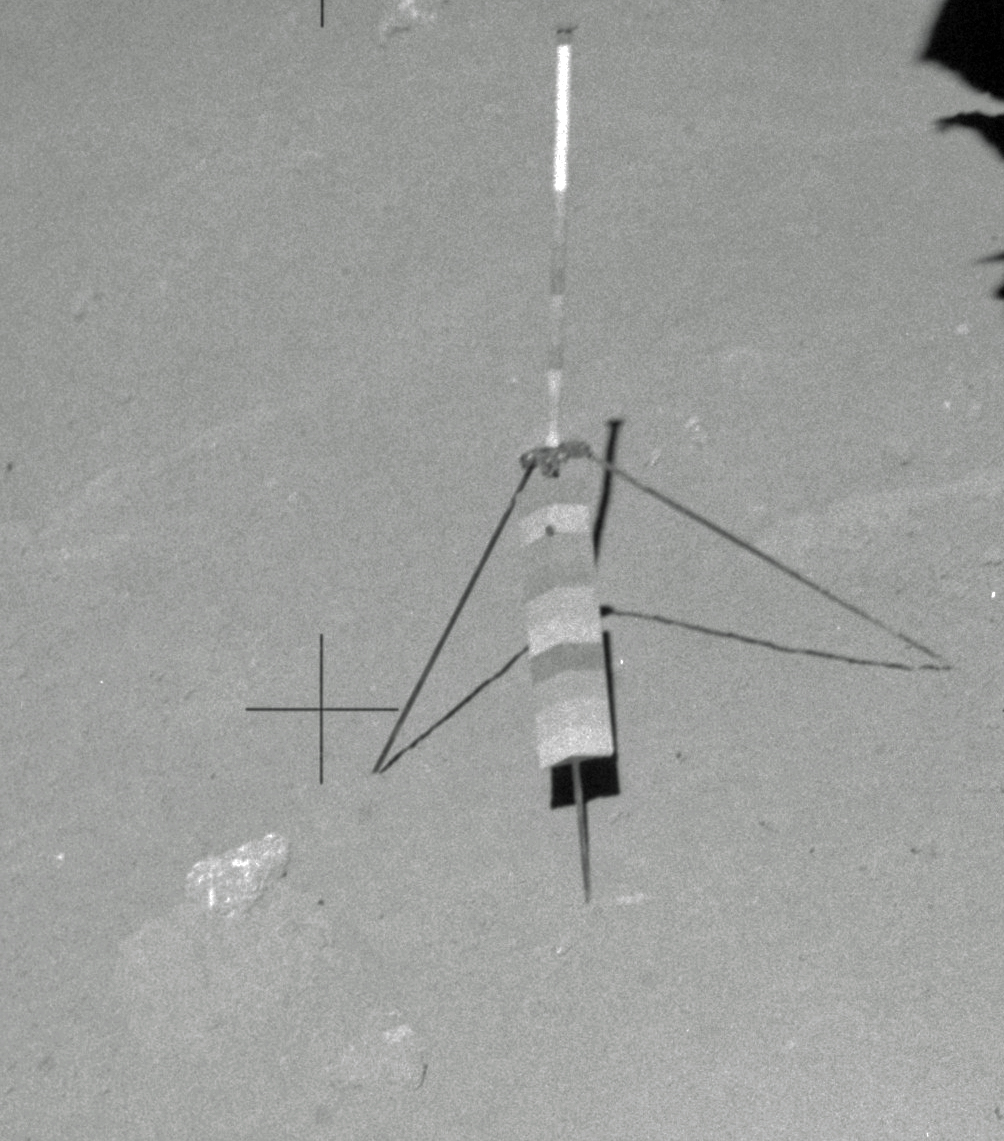
采集前创世石原在月表的位置（左边的十字在照片中用作比例参照）

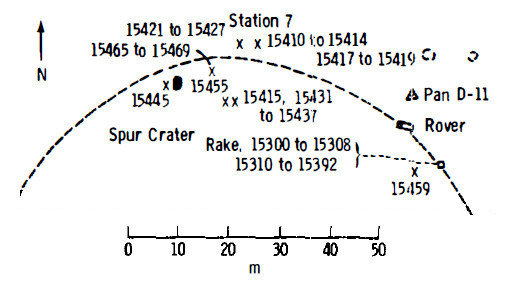
7号科考点平面图。X指示样本位置；5位数字代表LRL的样本数量；矩形表示月球车（小圆点是指电视摄像机）；黑块是大岩石，虚线代表陨石坑边缘或其他地形特征，而三角形是科考点全景图。

斯珀坑（Spur）是月球哈德利-亚平宁区的一座撞击陨石坑。1971年，在阿波罗15号任务第二次舱外活动期间，宇航员大卫·斯科特和詹姆斯·艾尔文曾到访过它，斯珀坑被指定为7号科考点。
斯珀坑坐落在哈德利·德尔塔山北坡，高出北面平原约200米，它的西面是更大的圣乔治坑，往北5公里左右则是阿波罗15号登月舱着陆点。
在斯珀坑，宇航员们发现了"创世石"-15415号岩样。该样本包含一大块碎斜长岩，当大卫·斯科特检查完该月岩后兴奋地喊道：“猜我们刚发现了什么！我想我们找到了为之而来的东西”。他们还发现了被称作”黑白角砾岩“的15445号和15455号岩样，据认为是由雨海盆地撞击事件所形成的撞击熔融角砾岩。
该坑名由宇航员所命名，1973年被国际天文联合会正式接受。

## 岩样图集

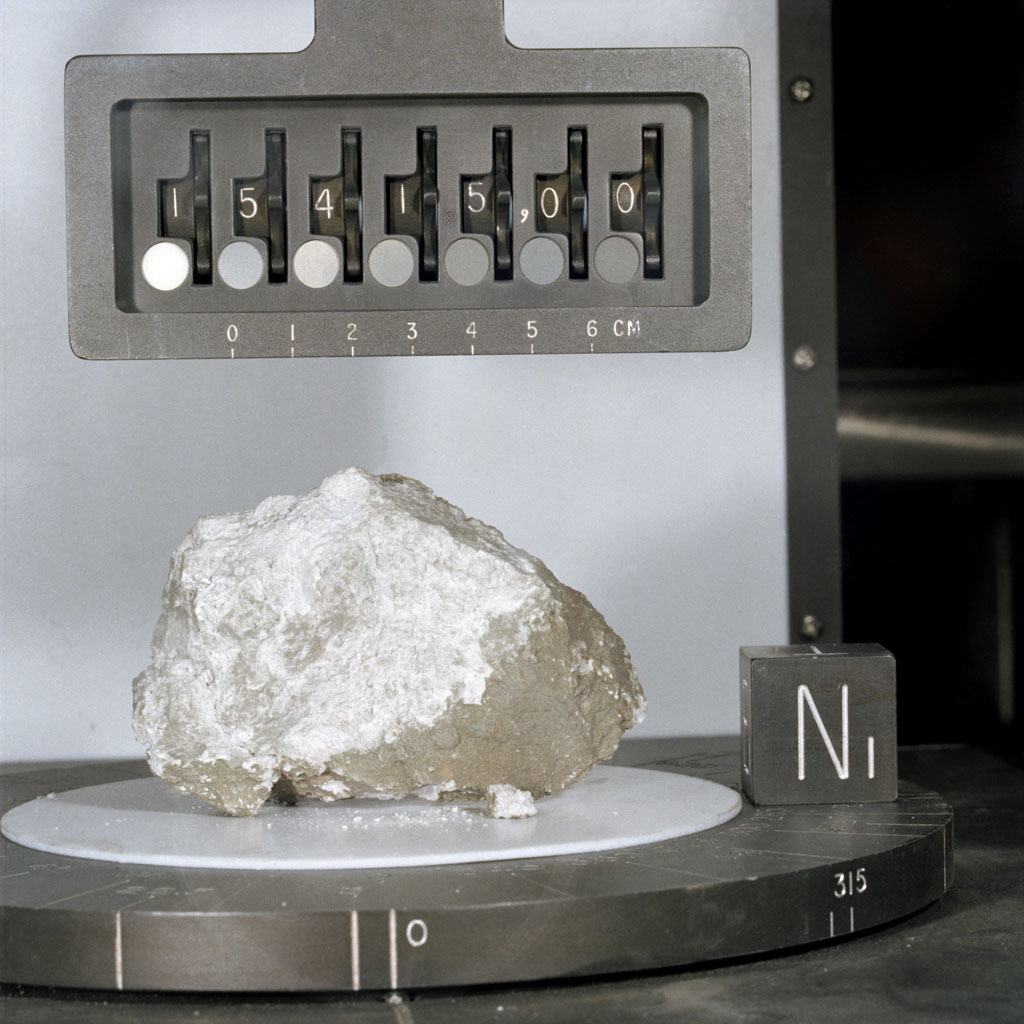
15415号,创世石
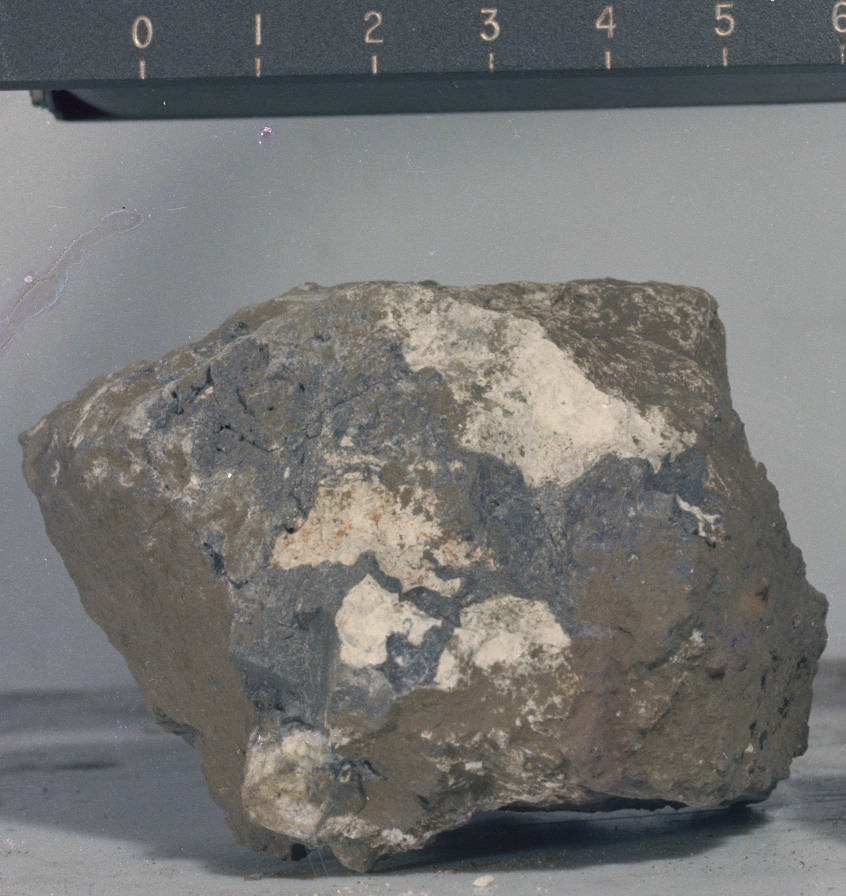
15445号, 黑白角砾岩
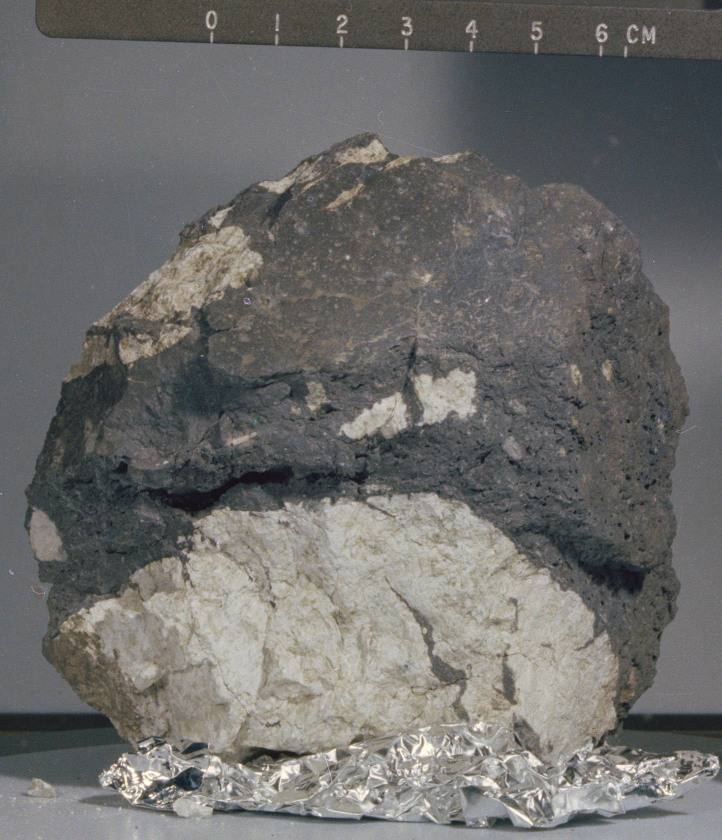
15455号, 黑白角砾岩